# Ezhar Cezairli

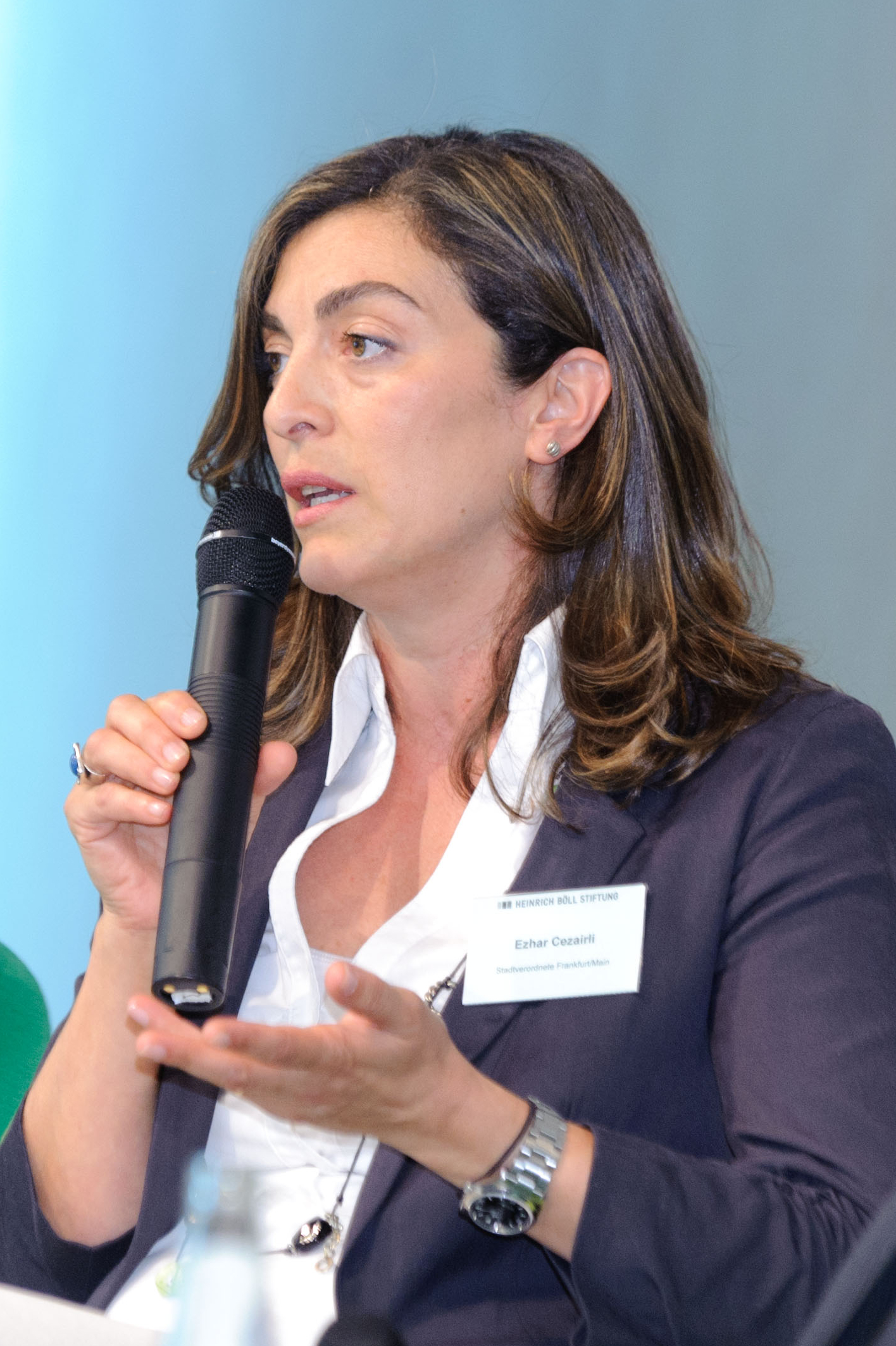
Ezhar Cezairli (2011)

Ezhar Cezairli (* 12. Dezember 1962 in Antakya; † 9. Februar 2021 in Frankfurt am Main) war eine deutsch-türkische Zahnärztin, Kulturaktivistin und als Vertreterin der säkularen Muslime Mitglied der Deutschen Islamkonferenz sowie Kommunalpolitikerin der CDU in Frankfurt am Main. Sie war Vorsitzende des Türkisch-Deutschen Klubs Frankfurt e. V. und Mitbegründerin der „Frankfurter Initiative progressiver Frauen“.
Cezairli kam 1970 aus der Türkei nach Weil am Rhein. Auf ihrem Gymnasium war sie nach eigener Aussage die erste und einzige Türkin. In Hannover studierte sie Zahnmedizin, arbeitete zunächst als angestellte Zahnärztin in der Praxis von Peter Kunter  und betrieb seit 1998 eine eigene Praxis in Frankfurts Innenstadt. Cezairli war verheiratet und hinterlässt zwei Kinder. Sie verstand sich als säkulare Muslima. Sie definierte sich nicht durch ihre Religionszugehörigkeit, sondern durch ihre Zugehörigkeit zur Gesellschaft. Religion war für sie eine Privatsache.
Sie vertrat die Positionen der säkularen und liberalen Muslime innerhalb der Deutschen Islamkonferenz. Sie war Mitglied der Initiative von säkularen und laizistischen  Bürgern aus islamisch geprägten Herkunftsländern in Hessen, deren Grundsätze die Trennung von Religion und Staat, die Ablehnung religiös motivierter Gewalt, ein Bekenntnis zum Grundgesetz sowie die Gleichberechtigung von Mann und Frau und das Recht auf Religionsfreiheit sind. Die Initiative setzt sich u. a. für Islamkunde an Schulen ein und kritisierte den Anspruch des Koordinierungsrats der Muslime in Deutschland, für alle Muslime in Deutschland  zu sprechen. Es sei nicht im Sinne des Islam, so Cezairli, dass eine Institution zwischen Gott und das Individuum trete. Die Initiative setzt sich auch gegen eine Einschränkung der Schulpflicht für muslimische Kinder bei Sport-, Schwimm- und Sexualkundeunterricht sowie gegen Antisemitismus ein.
Bei der Kommunalwahl am 27. März 2011 wurde sie über die Liste der CDU in die Frankfurter Stadtverordnetenversammlung gewählt. Sie war dort Mitglied des Ausschusses für Bildung und Integration sowie des Ausschusses für Wirtschaft und Frauen. Ezhar Cezairli starb im Februar 2021 nach schwerer Krankheit im Alter von 58 Jahren.